# Семь Рильских озёр

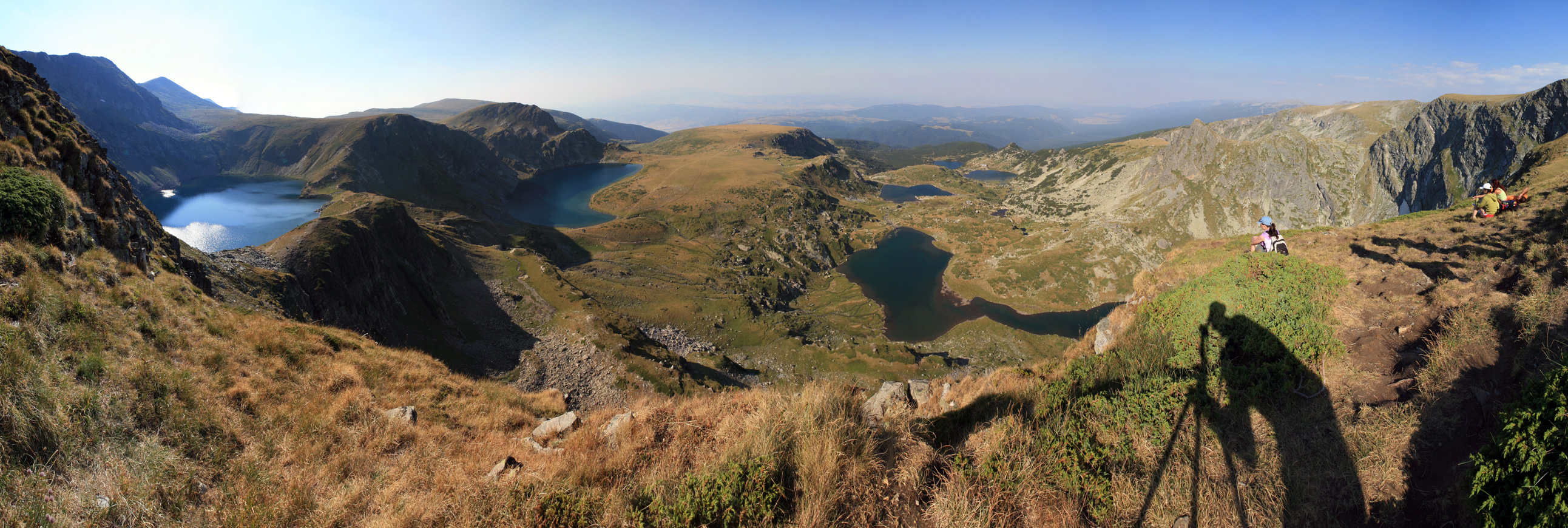
Панорамный вид Семи Рильских озёр с пика Озерный

Семь Рильских озёр (болг. Седем рилски езера, англ. Seven Rila Lakes) — группа озёр ледникового происхождения (ледниковые озёра), расположенных в северо-западных горах Рила в Болгарии. Эта группа озёр является наиболее посещаемой в Болгарии. Озёра расположены на высоте от 2100 до 2500 метров над уровнем моря.
Каждое из семи озёр носит собственное имя, связанное с его самой характерной особенностью. Самое высокое озеро называется Сылзата (рус. Слеза) из-за его чистой воды, которая позволяет видеть далеко вглубь озера. Следующее по высоте озеро называется Окото (рус. Глаз) из-за своей почти совершенной овальной формы. Окото является самым глубоким каровым озером в Болгарии с глубиной в 37,5 м. Озеро Быбрека (рус. Почка) имеет самые крутые берега из всей группы. Близнака (рус. Близнец) является наибольшим по площади. Трилистника (рус. Трилистник) имеет неправильную форму и низкие берега. Самым мелким озером является озеро Рибното (рус. Рыбное озеро), а самым низким по высоте является озеро Долното (рус. Нижнее озеро), в котором собираются воды, вытекающие из других озёр, которые формируют речку Джерман (англ. Dzherman).

## Список и характеристики озёр
| Болгарское наименование | Русское наименование | Английское наименование | Высота над уровнем моря (метров) | Площадь (гектар (акр)) | Глубина (метров) | Примечание                                                                       |
| ----------------------- | -------------------- | ----------------------- | -------------------------------- | ---------------------- | ---------------- | -------------------------------------------------------------------------------- |
| Сълзата                 | Слеза                | The Tear                | 2535                             | 0,7 (1,7)              | 4,5              | Названное из-за своей чистой воды                                                |
| Окото                   | Глаз                 | The Eye                 | 2440                             | 6,8 (17)               | 37,5             | Названное из-за своей овальной формы. Наиболее глубокое каровое озеро в Болгарии |
| Бъбрека                 | Почка                | The Kidney              | 2282                             | 8,5 (21)               | 28,0             | Самые крутые берега из всех озёр группы                                          |
| Близнака                | Близнецы             | The Twin                | 2243                             | 9,1 (22)               | 27,5             | Самое большое по площади                                                         |
| Трилистника             | Трилистник           | The Trefoil             | 2216                             | 2,6 (6,4)              | 6,5              | Неправильная форма и низкие берега                                               |
| Рибното езеро           | Рыбное озеро         | The Fish Lake           | 2184                             | 3,5 (8,6)              | 2,5              | Самое мелководное                                                                |
| Долното езеро           | Нижнее озеро         | The Lower Lake          | 2095                             | 5,9 (15)               | 11,0             | Самое нижнее по высоте над уровнем моря                                          |

## Галерея фотографий

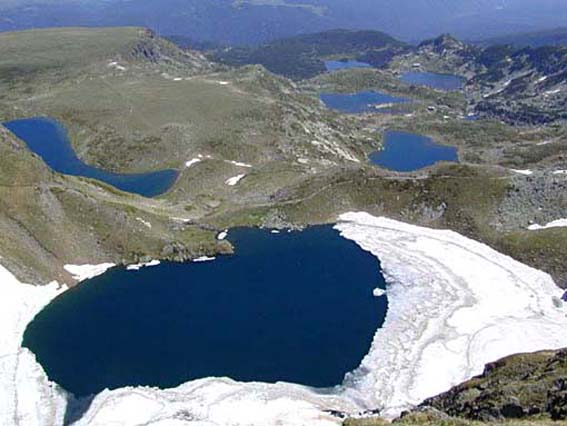
Общий вид Семи Рильских озёр
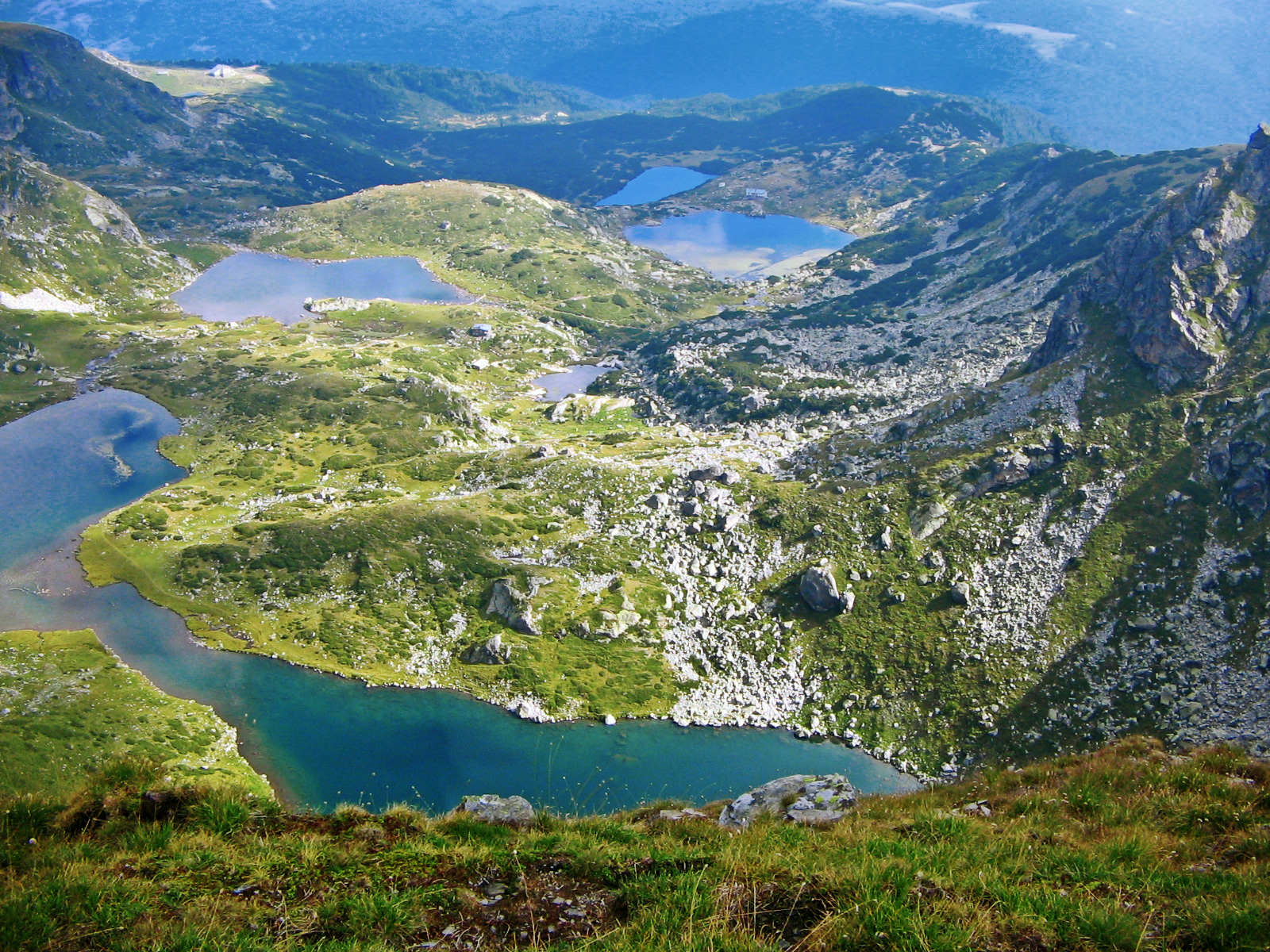
Dolnoto, Ribnoto, Trilistnika и Bliznaka
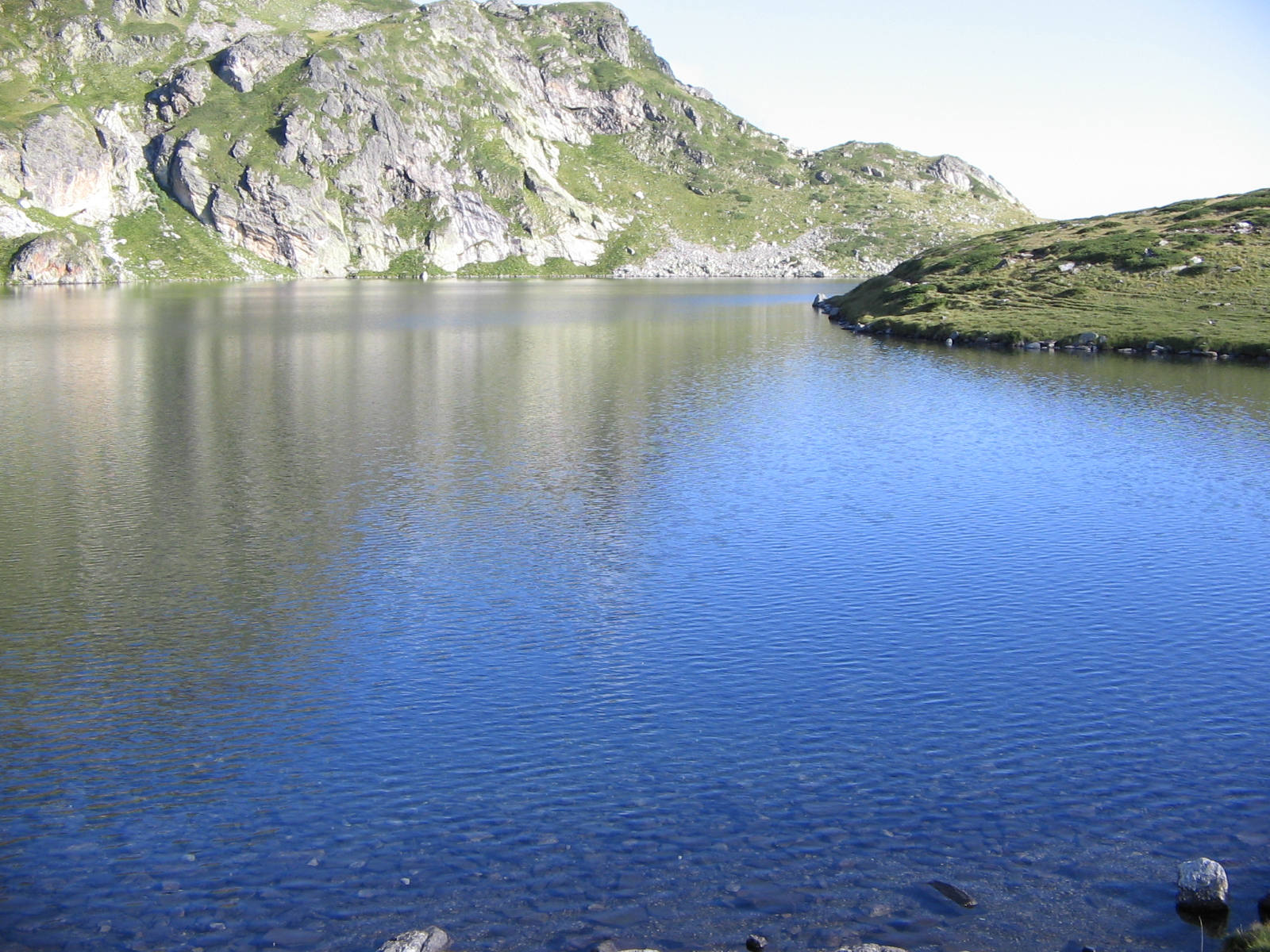
Озеро Babreka
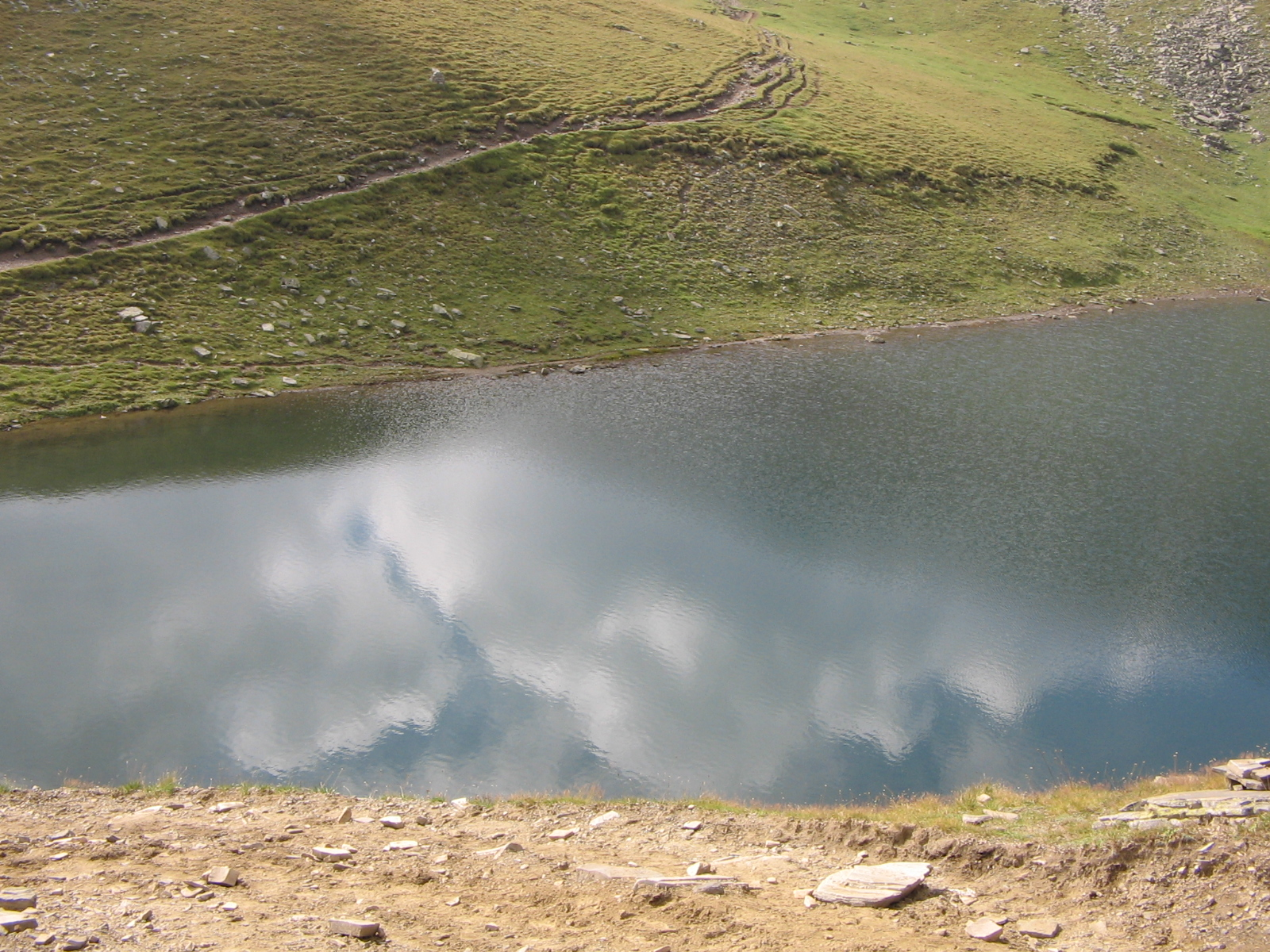
Озеро Salzata
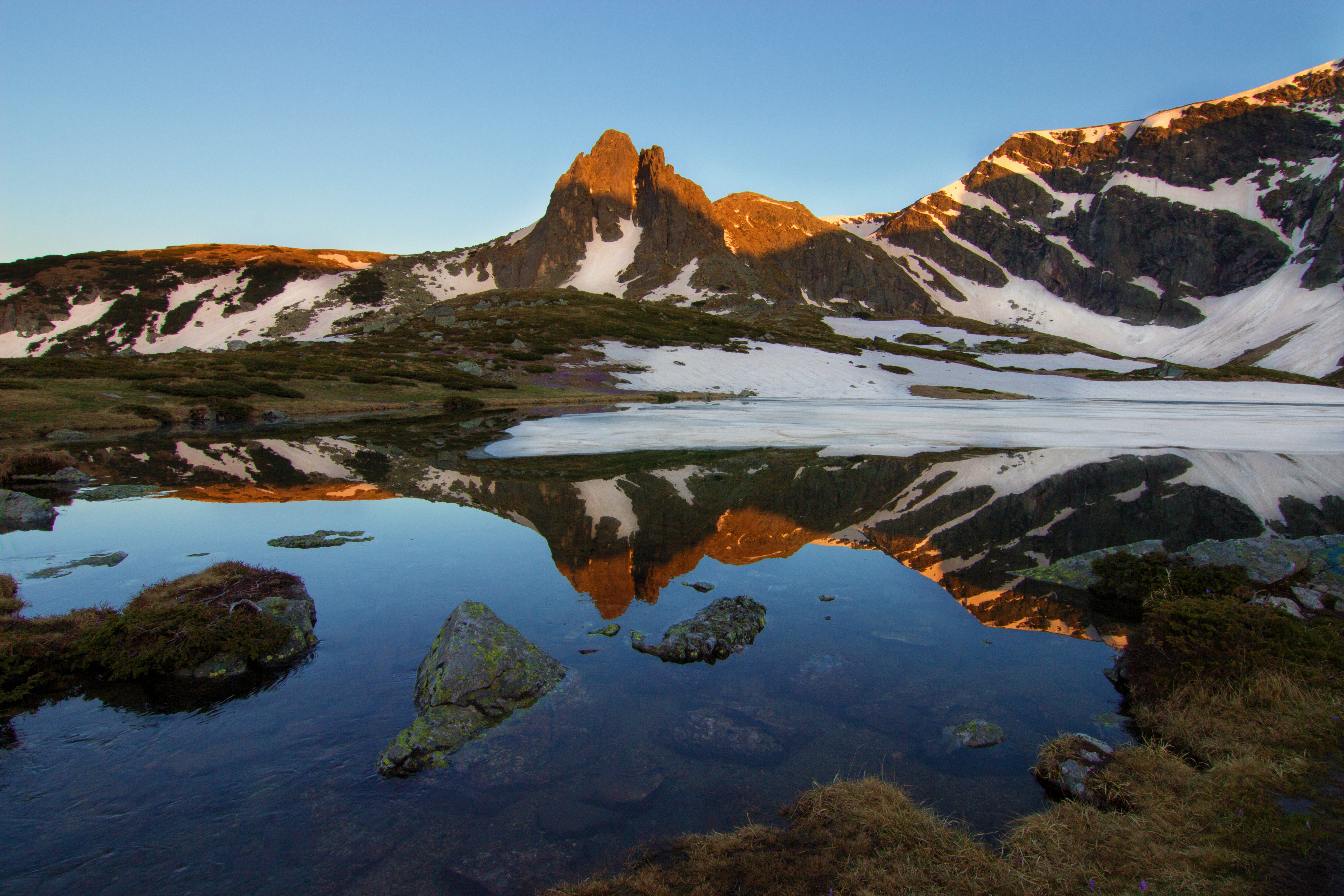
Озеро Bliznaka